# CONSUR Women’s Sevens 2019 (listopad)
CONSUR Women’s Sevens 2019 – osiemnaste mistrzostwa strefy CONSUR w rugby 7 kobiet, oficjalne międzynarodowe zawody rugby 7 o randze mistrzostw kontynentu organizowane przez Sudamérica Rugby mające na celu wyłonienie najlepszej żeńskiej reprezentacji narodowej w tej dyscyplinie sportu w strefie CONSUR, które odbyły się w dniach 8–9 listopada 2019 roku na boiskach Carrasco Polo Club w Montevideo.

## Informacje ogólne
Zawody ponownie rozegrano w ramach dorocznego Torneo Valentín Martínez w dziewięciozespołowej obsadzie. Podstawą do ich rozstawienia były wyniki poprzedniej edycji. W pierwszej fazie reprezentacje rywalizowały w ramach trzech trzyzespołowych grup, po czym czołowa czwórka awansowała do rozgrywanej ponownie systemem kołowym drugiej fazy, z której dwie najlepsze drużyny zmierzyły się w finale, pozostała piątka walczyła zaś także systemem kołowym o miejsca 5–9. Podział na grupy i harmonogram meczów został opublikowany tydzień przed zawodami. Stawką zawodów był awans do turnieju kwalifikacyjnego do WSS (2020/2021) dla dwóch zespołów.
Do fazy zasadniczej awansowały Argentyna, Brazylia i Kolumbia jako zwycięzcy grup oraz Paragwaj jako najlepszy zespół spośród tych z drugich miejsc. Z kompletem zwycięstw w turnieju triumfowała reprezentacja Brazylii, a ich przedstawicielka Thalia Costa została wybrana najlepszą zawodniczką turnieju.
Zawody były transmitowane w Internecie.

## Pierwsza faza grupowa

### Grupa A
| 8 listopada 201910:00 | Chile | 33:0 | Urugwaj | Carrasco Polo Club, Montevideo |
| 8 listopada 201910:00 |       | 33:0 |         | Carrasco Polo Club, Montevideo |

| 8 listopada 201911:36 | Brazylia | 47:0 | Urugwaj | Carrasco Polo Club, Montevideo |
| 8 listopada 201911:36 |          | 47:0 |         | Carrasco Polo Club, Montevideo |

| 8 listopada 201913:27 | Brazylia | 40:0 | Chile | Carrasco Polo Club, Montevideo |
| 8 listopada 201913:27 |          | 40:0 |       | Carrasco Polo Club, Montevideo |

### Grupa B
| 8 listopada 201910:22 | Paragwaj | 36:0 | Gwatemala | Carrasco Polo Club, Montevideo |
| 8 listopada 201910:22 |          | 36:0 |           | Carrasco Polo Club, Montevideo |

| 8 listopada 201911:58 | Kolumbia | 48:0 | Gwatemala | Carrasco Polo Club, Montevideo |
| 8 listopada 201911:58 |          | 48:0 |           | Carrasco Polo Club, Montevideo |

| 8 listopada 201913:49 | Kolumbia | 19:12 | Paragwaj | Carrasco Polo Club, Montevideo |
| 8 listopada 201913:49 |          | 19:12 |          | Carrasco Polo Club, Montevideo |

### Grupa C
| 8 listopada 201910:44 | Peru | 29:5 | Kostaryka | Carrasco Polo Club, Montevideo |
| 8 listopada 201910:44 |      | 29:5 |           | Carrasco Polo Club, Montevideo |

| 8 listopada 201912:20 | Argentyna | 49:0 | Kostaryka | Carrasco Polo Club, Montevideo |
| 8 listopada 201912:20 |           | 49:0 |           | Carrasco Polo Club, Montevideo |

| 8 listopada 201914:11 | Argentyna | 35:5 | Peru | Carrasco Polo Club, Montevideo |
| 8 listopada 201914:11 |           | 35:5 |      | Carrasco Polo Club, Montevideo |

## Druga faza grupowa

### Cup
| 8 listopada 201916:02 | Brazylia | 24:0 | Paragwaj | Carrasco Polo Club, Montevideo |
| 8 listopada 201916:02 |          | 24:0 |          | Carrasco Polo Club, Montevideo |

| 8 listopada 201916:24 | Argentyna | 20:12 | Kolumbia | Carrasco Polo Club, Montevideo |
| 8 listopada 201916:24 |           | 20:12 |          | Carrasco Polo Club, Montevideo |

| 9 listopada 201910:44 | Brazylia | 21:5 | Argentyna | Carrasco Polo Club, Montevideo |
| 9 listopada 201910:44 |          | 21:5 |           | Carrasco Polo Club, Montevideo |

| 9 listopada 201911:06 | Kolumbia | 5:5 | Paragwaj | Carrasco Polo Club, Montevideo |
| 9 listopada 201911:06 |          | 5:5 |          | Carrasco Polo Club, Montevideo |

| 9 listopada 201912:42 | Brazylia | 47:7 | Kolumbia | Carrasco Polo Club, Montevideo |
| 9 listopada 201912:42 |          | 47:7 |          | Carrasco Polo Club, Montevideo |

| 9 listopada 201913:04 | Argentyna | 20:7 | Paragwaj | Carrasco Polo Club, Montevideo |
| 9 listopada 201913:04 |           | 20:7 |          | Carrasco Polo Club, Montevideo |

### Plate
| 8 listopada 201915:18 | Urugwaj | 5:54 | Chile | Carrasco Polo Club, Montevideo |
| 8 listopada 201915:18 |         | 5:54 |       | Carrasco Polo Club, Montevideo |

| 8 listopada 201915:40 | Kostaryka | 0:22 | Peru | Carrasco Polo Club, Montevideo |
| 8 listopada 201915:40 |           | 0:22 |      | Carrasco Polo Club, Montevideo |

| 9 listopada 201909:30 | Urugwaj | 7:17 | Kostaryka | Carrasco Polo Club, Montevideo |
| 9 listopada 201909:30 |         | 7:17 |           | Carrasco Polo Club, Montevideo |

| 9 listopada 201909:52 | Chile | 31:0 | Gwatemala | Carrasco Polo Club, Montevideo |
| 9 listopada 201909:52 |       | 31:0 |           | Carrasco Polo Club, Montevideo |

| 9 listopada 201911:28 | Peru | 15:5 | Gwatemala | Carrasco Polo Club, Montevideo |
| 9 listopada 201911:28 |      | 15:5 |           | Carrasco Polo Club, Montevideo |

| 9 listopada 201911:50 | Chile | 29:7 | Kostaryka | Carrasco Polo Club, Montevideo |
| 9 listopada 201911:50 |       | 29:7 |           | Carrasco Polo Club, Montevideo |

| 9 listopada 201913:26 | Kostaryka | 20:12 | Gwatemala | Carrasco Polo Club, Montevideo |
| 9 listopada 201913:26 |           | 20:12 |           | Carrasco Polo Club, Montevideo |

| 9 listopada 201913:48 | Peru | 19:12 | Urugwaj | Carrasco Polo Club, Montevideo |
| 9 listopada 201913:48 |      | 19:12 |         | Carrasco Polo Club, Montevideo |

| 9 listopada 201915:40 | Chile | 0:34 | Peru | Carrasco Polo Club, Montevideo |
| 9 listopada 201915:40 |       | 0:34 |      | Carrasco Polo Club, Montevideo |

| 9 listopada 201916:02 | Gwatemala | 31:5 | Urugwaj | Carrasco Polo Club, Montevideo |
| 9 listopada 201916:02 |           | 31:5 |         | Carrasco Polo Club, Montevideo |

## Faza pucharowa

### Mecz o 1. miejsce
| 9 listopada 201916:46 | Brazylia | 19:10 | Argentyna | Carrasco Polo Club, Montevideo |
| 9 listopada 201916:46 |          | 19:10 |           | Carrasco Polo Club, Montevideo |

### Mecz o 3. miejsce
| 9 listopada 201916:24 | Paragwaj | 12:19 | Kolumbia | Carrasco Polo Club, Montevideo |
| 9 listopada 201916:24 |          | 12:19 |          | Carrasco Polo Club, Montevideo |

## Klasyfikacja końcowa
| Miejsce | Reprezentacja | Uwagi                                                  |
| ------- | ------------- | ------------------------------------------------------ |
| 1       | Brazylia      | -                                                      |
| 2       | Argentyna     | awans do: turnieju kwalifikacyjnego do WSS (2020/2021) |
| 3       | Kolumbia      | awans do: turnieju kwalifikacyjnego do WSS (2020/2021) |
| 4       | Paragwaj      | -                                                      |
| 5       | Peru          | -                                                      |
| 6       | Chile         | -                                                      |
| 7       | Kostaryka     | -                                                      |
| 8       | Gwatemala     | -                                                      |
| 9       | Urugwaj       | -                                                      |